# Ciudad Real Madrid Florentino Pérez
La Ciudad Real Madrid-Florentino Pérez, también conocida como Ciudad Deportiva de Valdebebas, es un conjunto de instalaciones deportivas propiedad del Real Madrid Club de Fútbol que se encuentra en el desarrollo urbanístico de Valdebebas, barrio de Timón, en la ciudad de Madrid (España), entre el recinto ferial Ifema y el Aeropuerto de Madrid-Barajas, actualmente es la ciudad deportiva con más superficie del mundo.

## Historia
El 12 de mayo de 2004 comenzaron las obras, bajo la presidencia de Florentino Pérez, con la ceremonia de colocación de la primera piedra en la que el presidente de honor Alfredo Di Stéfano y el entonces jugador alevín Dani Carvajal fueron los encargados del acto. Las instalaciones fueron inauguradas el 30 de septiembre de 2005, con una superficie de 1 200 000 m², de los que se habían desarrollado unos 300 000 m², la cuarta parte del mismo. 
El primer partido oficial que acogió estas instalaciones se disputó el 1 de octubre de 2005 entre el Real Madrid Castilla y el Real Valladolid C. F. correspondiente a la 6.ª jornada de la Segunda División de la temporada 2005-06. El partido se jugó en el campo 7 cuya capacidad es para 2 000 espectadores y acabó con derrota blanca por 2-3. El primer goleador fue el centrocampista blanquivioleta y exjugador del filial blanco Francisco Sousa en el minuto 27'.
La primera fase de la construcción, con un costo de 70 millones de euros incluyó las instalaciones médicas y de entrenamiento para el primer equipo y las secciones de la cantera, así como 12 campos de juego, incluyendo el Estadio Alfredo Di Stéfano donde juega el equipo filial, el Real Madrid Castilla.
En el interior del complejo, denominado también como Ciudad Deportiva en referencia a las antiguas instalaciones deportivas del club, así denominadas, se encuentran los estudios de Real Madrid TV y Real Madrid Radio encargados de cubrir y difundir la información tanto del club como de sus diferentes secciones deportivas.
Las obras de la III fase de construcción, consistente en doce residencias e infraestructuras dedicadas a dicha habitabilidad como comedores, salas de estudio y convivencia dedicadas a los canteranos e integrantes de la primera plantilla para una mejora de las concentraciones y sesiones preparatorias, así como estancias para los medios de comunicación y distinto equipo técnico culminadas con un pequeño espacio hotelero.
Estas fueron retomadas en julio de 2012 tras estar paralizadas por falta de permisos,, y fueron presentadas oficialmente el 5 de noviembre del mismo año en un acto en las instalaciones junto a la alcaldesa de Madrid y el presidente de la Comunidad. Su apertura se produjo en enero de 2014, siendo presentada el día X. Tras la misma está prevista otra ampliación con la apertura de un parque temático y un museo del club alrededor de las parcelas deportivas de la Ciudad Real Madrid, pertenecientes a la IV y última fase de construcción del complejo.
El complejo, siguiendo la línea de la conservación energética y del medio ambiente, posee un sistema de abastecimiento propio tanto de luz como de agua. Unas placas solares recogen almacenan y distribuyen la energía necesaria para la iluminación del complejo, mientras que un sistema de depuración de cinco aljibes con capacidad para 1 200 000 litros, recoge el agua necesaria para las distintas necesidades aportándole al club un ahorro energético superior al 60% que continúa con la línea del club de implicación con las circunstancias sociales más allá del deporte, un reconocimiento de ayuda al desarrollo sostenible y en favor del medio ambiente representado a través de su principal asociación en temas sociales y culturales, la Fundación Real Madrid, así como de ayudas al discapacitado, encontrándose todas las instalaciones provistas de ayudas a las personas de movilidad reducida contando con sus propias zonas privilegiadas en el recinto. En 2018, todos los empleados del club y de la Fundación Real Madrid abandonaron las oficinas del Estadio Santiago Bernabéu para instalarse en las nuevas oficinas de la Ciudad Real Madrid.
El 11 de noviembre de 2023, durante la Asamblea General Extraordinaria con los socios compromisarios, se aprobó cambiar el nombre a Ciudad Real Madrid Florentino Pérez a petición de los socios. Previamente, se había recolectado más de 5000 firmas entre los socios para poder ser un punto en el orden del día de dicha asamblea y hacer posible ese cambio.

## Instalaciones

### Estadio Alfredo Di Stéfano
El Estadio Alfredo Di Stéfano es el campo donde juega como local el primer equipo filial del club, el Real Madrid Castilla Club de Fútbol desde la segunda mitad de la temporada 2005-06. Una vez finalizada la IV fase de construcción, y última, se prevé que el estadio amplie su capacidad actual hasta los 25 000 espectadores. La calefacción propia, con la que el recinto puede ser también utilizado si fuese conveniente como zona de entrenamiento del club y la cubierta movible del lateral son algunas de las más novedosas técnicas de que dispone el estadio, para favorecer tanto al club como a los medios informativos y los aficionados.
El estadio fue inaugurado con un encuentro entre el primer equipo, el Real Madrid Club de Fútbol y el Stade de Reims, en honor a la final de la primera Copa de Europa, máxima competición de clubes europeos, que fue ganada por el equipo blanco por 4-3. Antes de dicho encuentro se jugó un partido que enfrentó al equipo de veteranos del club contra un combinado de veteranos de la selección española, que precedió al acto de presentación y homenaje al presidente de honor D. Alfredo Di Stéfano, emblemático jugador del club del que toma su nombre.
Una estatua de bronce del citado exfutbolista preside el acceso al estadio, representando una de sus más conocidas estampas al celebrar un gol en las semifinales de la Copa de Europa de 1957-58 frente al Budapesti Vasas S. C. en el que anotó un triplete, en la que a la postre sería la tercera Copa de Europa consecutiva del club.

### Campos de entrenamiento
El complejo posee numerosos campos de entrenamiento, de los cuales, siete están destinados a las categorías inferiores del club, donde el Real Madrid Castilla C. F., el Real Madrid Juvenil "A", y el equipo de fútbol femenino con su cantera (el Real Madrid femenino), disfrutan de los campos de hierba natural del complejo para unas mejores condiciones de entrenamiento, que se completan con otros dos terrenos de hierba artificial y dos campos de fútbol 7, todos ellos con sus propias gradas para aficionados.
Anexos a estos terrenos se encuentra la zona de entrenamiento del primer equipo. Ésta, comprende tres campos propios de entrenamiento de césped natural que se completan con un campo-jaula, un campo para los porteros y un arenero, en una zona de entrenamiento técnico más específico, y un circuito interior de carrera continua de unos 6 400 metros lineales.

### Módulos
Los complejos deportivos de entrenamiento se encuentran alrededor del corazón del complejo, como son los edificios divididos en distintos módulos para cubrir las distintas necesidades del mismo. El módulo B-1, es el más aislado del complejo al no poseer comunicación interior con el resto del edificio, y está reservado para las personas ajenas al club como los equipos visitantes y equipos arbitrales que cuentan con sus propios vestuarios y zonas de preparación con los distintos requisitos necesarios. A partir del mismo, el edificio es destinado exclusivamente al club y sus integrantes.
Éstos se encuentran en una disposición longitudinal que irá recorriendo los distintos módulos desde los equipos benjamines, los más pequeños dentro de la disciplina del club, hasta las instalaciones del primer equipo, en un recorrido que asemeja el ascenso de los jugadores por las distintas categorías del Real Madrid C. F.
Iniciado en el módulo B-2, perteneciente a los equipos benjamines, alevines, infantiles y cadetes, se llega al módulo B-3 reservado para los tres equipos juveniles, y los dos equipos filiales, el Real Madrid C. F. "C" y el Real Madrid Castilla C. F., que finalmente desencadenarán en la zona del primer equipo, conocida como la Cabeza de la "T", por su planta arquitectónica.
Ésta, es la zona más exclusiva del complejo, y está conformada por tres módulos, el C-1, el C-2 y el C-3, destinados a la disciplina del primer equipo, con comunicación directa a sus campos de entrenamiento. 
El complejo de edificios cuenta además de los citados vestuarios (con zona seca y húmeda), con gimnasios, aulas, salas de conferencias y despachos, zonas de hidroterapia y centro médico, salas de prensa, sets de televisión y utilidades para prensa, cafeterías, comedores y terrazas, zonas de logística, almacenes para utilleros y un área de despachos y oficinas para los responsables de las categorías inferiores del club, así como el edificio de instalaciones que controla la totalidad de la producción de energía, agua, telecomunicaciones o climatización, conformando un espacio de alrededor de 24 000 m².

### Instalaciones para la sección de baloncesto
La sección de baloncesto vio como a mediados de la temporada 2015-16 se le facilitaban también sus propias instalaciones deportivas dentro de la Ciudad Deportiva de Valdebebas. Un nuevo pabellón de entrenamientos se construyó con cuatro pistas utilizables a la vez, una para la primera plantilla y el resto para los equipos de cantera: el filial EBA, el júnior, los dos cadetes y los dos infantiles, así como el equipo alevín. Otra de las funciones es que sirva además como palacio de congresos del club para celebrar futuros actos compromisarios. 

#### Pabellón
Se inauguró el 28 de abril de 2016. Hasta entonces la sección realizó primero sus entrenamientos en el polideportivo de la Ciudad del fútbol de Las Rozas —desde que se demolió el pabellón Raimundo Saporta ubicado en la antigua Ciudad Deportiva— y, desde 2009, en el Valle de las Cañas de Pozuelo de Alarcón, donde sí logró convertir la instalación en centro de entrenamiento para todas las categorías, pero sin residencia. Del mismo modo, también se ubican las oficinas del baloncesto, hasta ahora localizadas en el Estadio Santiago Bernabéu. A la espera queda la construcción del Pabellón donde el primer equipo juegue sus encuentros.

### Aparcamientos
El complejo cuenta con distintos aparcamientos tanto para los empleados y jugadores del club como para los aficionados y visitantes.
Este último cuenta con una capacidad para más de 300 vehículos. El segundo es de uso exclusivo para los integrantes de la primera plantilla, y se encuentra anexo a la zona del complejo reservada para estos. Asimismo, los equipos y aficionados rivales cuentan con un aparcamiento propio con capacidad para hasta 10 autobuses con accesos restringidos a su propia zona del graderío del Estadio Alfredo Di Stéfano, donde cuentan también con su propia zona de aseos y restauración.
En total, un espacio reservado a más de 800 vehículos y zona exclusiva de autobuses.